# Mallota shatalkini
Mallota shatalkini är en tvåvingeart som beskrevs av Mutin 1999. Mallota shatalkini ingår i släktet hålblomflugor, och familjen blomflugor. Inga underarter finns listade i Catalogue of Life.